# Enigma (álbum de Tak Matsumoto)
enigma é o décimo primeiro álbum solo de estúdio do guitarrista japonês Tak Matsumoto, do B'z. É essencialmente um álbum instrumental (exceto pela faixa-título, a sua reprise, "Drifting", "Hopes", "Under the Sun" e "#1090 ~Million Dremas~") e foi lançado pela Being Inc. em 27 de abril de 2016, no Japão. O álbum estreou na 4ª colocação na parada semanal da Oricon e na 18ª na parada da Billboard Japan.
Tak mencionou pela primeira vez um trabalho solo vindouro durante a cobertura ao vivo que a WOWOW fez do Prêmio Grammy de 2016, na qual ele figurou como convidado. "Vermillion Palace" e "Mystic Journey" são, respectivamente, os temas de abertura e de encerramento do programa da TBS Television The WORLD Heritage. "Ups and Downs" foi o tema de uma exposição de Ukiyo-e no museu Bunkamura, em Tóquio.

## Lista de faixas
| N.º            | Título | Duração |  |
| 1.             | "enigma" (enigma) | 5:51    |  |
| 2.             | "Vermillion Palace" (Palácio Vermillion) | 4:26    |  |
| 3.             | "Step to Heaven" (Degrau para o Paraíso) | 4:30    |  |
| 4.             | "Ups and Downs" (Altos e Baixos) | 3:47    |  |
| 5.             | "Rock the Rock" (Balance a Pedra) | 4:40    |  |
| 6.             | "Drifting" (À Deriva) | 4:44    |  |
| 7.             | "The Voyage" (A Viagem) | 5:06    |  |
| 8.             | "Hopes" (Esperanças) | 4:24    |  |
| 9.             | "Under the Sun" (Sob o Sol) | 4:46    |  |
| 10.            | "Dream Drive" (Direcionamento de Sonho) | 5:34    |  |
| 11.            | "The Rock Show" (O Show de Rock) | 4:05    |  |
| 12.            | "Roppongi Noise" (Ruído de Roppongi) | 4:14    |  |
| 13.            | "Mystic Journey" (Jornada Mística) | 5:16    |  |
| 14.            | "enigma ~epilogue~" (enigma ~epílogo~) | 2:13    |  |
| 15.            | "#1090 ~Million Dreams~" (#1090 ~Milhões de Sonhos~ (faixa bônus, uma versão tratrabalhada de "#1090 ~Thousand Dreams~" (#1090 ~Milhares de Sonhos~), que por muito tempo foi o tema de abertura do programa da TV Asahi Music Station) | 5:17    |  |
| Duração total: | Duração total: | 68:52   |  |

### Bônus CD e DVD/CD e Blu-ray da edição limitada
Todas as faixas tiradas da turnê Tak Matsumoto LIVE 2014 - New Horizon-
Novo Horizonte"
1. "Take 5"
2. "BLUE"
3. "Hana"
4. "Tokyo Night"
5. "Shattered Glass"
6. "Gakuseigai no Kissaten"
7. "Island of Peace"
8. "That's Cool"
9. "Tsuki no Akari"
10. "Reason to Be..."
11. "GO FURTHER"
12. "#1090"
13. "The Moment"
14. "Rodeo Blues"

## Créditos
- Tak Matsumoto - guitarras em todas as faixas, arranjos

### Membros de apoio
- Marca Renk – voz nas faixas 1, 6, 8, 9 e 14
- Joey McCoy – rap em "#1090 ~Million Dreams~"
- Greta Karen – refrão "#1090 ~Million Dreams~"
- Sean Hurley – baixo em todas as faixas, exceto 1, 3, 13 e 15; baixo de madeira em 14 de
- Juan Alderete – baixo "Vermillion Palace" e "Step to Heaven"
- Barry Sparks – baixo em "Mystic Journey"
- Travis Carlton – baixo em "#1090 ~Million Dreams~"
- Jeff Babko – órgão nas faixas 3, 8 e 10; piano Rhodes em "Roppongi Noise"
- Akira Onozuka – piano Rhodes em "The Voyage", piano em "Under the Sun" e "Mystic Journey"
- Jason Sutter – bateria em todas as faixas, exceto 1, 5, 10, 11, 13 e 15
- Brian Tichy – bateria nas faixas 1, 5, 10 e 11
- Shane Gaalaas – bateria em "Viagem Mística" e "#1090 ~Million Dreams~"
- Hiroko Ishikawa com Lime Ladies Orquestra – cordas nas faixas 2, 6, 7 e 13
- Jimmy Z Zavala – harpa em "Dream Drive"
- Greg Vail – solo de saxofone tenor em "Rock the Rock", "Dream Drive" e "Roppongi Noise"
- Watanabe Fogo – saxofone em "Rock the Rock" e "Dream Drive"
- Kaoru Sakuma e Osamu Ueishi – trompete em "Rock the Rock" e "Dream Drive"
- Azusa Tojo – trombone em "Rock the Rock" e "Dream Drive"